# Polytsi
Polytsi (ucraniano: Поли́ці; polaco: Police) es un municipio rural y pueblo de Ucrania, perteneciente al raión de Varash en la óblast de Rivne.
En 2020, el municipio tenía una población de 5650 habitantes, de los cuales unos mil doscientos vivían en la capital municipal homónima y el resto repartidos en siete pedanías. El municipio se fundó en 2020 mediante la fusión de los hasta entonces consejos rurales de Polytsi, Balajóvychi y Rómeiky. Además de estos tres pueblos, el municipio incluye otros cinco: Vereteno, Ivanchí, Sóshnyky, Mayúnychi y Óstriv.
Se conoce la existencia del pueblo en documentos desde 1629. Antes de la fundación del actual municipio en 2020, Polytsi era sede de un consejo rural en el raión de Volodýmyrets, que únicamente incluía como pedanías a Vereteno, Ivanchí y Sóshnyky.
El pueblo se ubica unos 5 km al sureste de Rafálivka, en el cruce de las carreteras M07 y T1808.